# Paolo Corallini
Paolo Corallini (Filottrano, 26. rujna 1952.), talijanski majstor borilačkih vještina. Nositelj je 7. Dana u aikidu.

## Životopis
U dobi od 18 godina upisao se na Ju-jutsu i ubrzo nakon toga upoznao borilačku vještinu koja je obilježila njegov život, aikido, koja se tada tek počela pojavljivati u Italiji. U početku slijedi slijedi učenja Motokagea Kawamukaija koji mu dodjeljuje 1. Dan 1977. godine. Zatim dobiva 2. Dan od Hirokazu Kobayashi 1979. godine, a zatim počinje pohađati škole aikida u Francuskoj gdje upoznaje Andréa Nocqueta, osnivača i predsjednika Europske aikido asocijacije, koji mu je dodijelio 3. Dan 1981. i 4. Dan 1983. godine. Nocquet ga također imenuju predsjednikom i tehničkim ravnateljem Talijanske aikido unije. Te godine Corallini objavljuje svoju prvu knjigu o aikidu i prisustvuje mnogim seminarima u režiji najvećih japanskih učitelja: Nobuyoshi Tamura, Koichi Tohei, Yoshimitsu Yamada, Mitsugi Saotome i Kazuo Chiba.
Godine 1984. potaknut željom da upozna Morihira Saita i vidi dojo u kojem je O-Sensei stvorio aikido, otišao je u Iwamu. Tu upoznaje Morihira Saita i shvata, da je ono što se vježbalo u Iwami bio O-Senseijev tradicionalni aikido. Stoga odlučuje da će od tog trenutka Morihiro Saito biti njegov jedini učitelj, te postaje najodaniji deshi (učenik). U veljači 1985. godine Saito prihvaća poziv Paola Corallinija da održi seminar Iwame Takemusu aikida u Italiji i tako dolazi prvi put u Srednju Europu.
Od 1985. godine, Corallini je svake godine pozivao Saita u Italiju, te odlazio u Iwamu najmanje jednom godišnje, kako bi tamo učio kao uchi-deshi. Godine 1985. Corallini je osnovao Iwama Ryu Italy, koja isključivo i s apsolutnom vjernošću slijedi učenje Morihita Saita. Od 1984. do 2002. Paolo Corallini slijedio je Saita u mnogim zemljama kao vjeran učenik i uvijek je radio na tome da se Iwama Takemusu aikido širi ne samo u Italiji već u Europi i šire. Godine 1988. dobio je 5. Dan od Morihira Saita, a tih godina je dobio i u 5. Dan Buki Wazi i ovlaštenje za dodjeljivanje Iwama Ryu Tai Jutsu-Buki Waza stupnjeva. Saito ga je imenovao za svog predstavnika u Srednjoj i Južnoj Europi, a u ožujku 1993. u Iwama dojou dodijelio mu je 6. Dan i naslov shihan. Također je naknadno primio 6. Dan Aikikai. 
Godine 2001. Morihiro Saito dodjeljuje 7. Dan Iwama Ryu Paolu Coralliniju i Ulfu Evenåsu i imenuje ih za svoje službene predstavnike. Godine 2003. doshu Moriteru Ueshiba službeno je ovlastio Paola Corallinija da drži ispite svojim učenicima za dodjeljivanje Dan stupnjeva u Aikikaiju, a 2011. godine isti doshu dodjeljuje mu 7. Dan u Aikikaiju, kao potvrđivanje prethodnog stupnja Iwame Ryu koju mu je dodijelio Morihiro Saito 2001. godine.
Paolo Corallini je prvi Talijan koji je dobio 7. Dan u Aikikaiju, a primio ga je izravno od doshua Moriteru Ueshiba tijekom ceremonije Kagami Biraki 2011. godine. On je ujedno i prvi Talijan koji je ponio naslov shihana u Aikikaiju 2017. godine.
Corallini svake godine provodi brojne seminare u Italiji i inozemstvu kao što su zemlje: Njemačka, Škotska, Švicarska, Francuska, Portugal, Austrija, Engleska, Španjolska, Libanon, Hrvatska, Bugarska, Danska, Švedska i Južnoafrička Republika. Od 1994. godine je također nacionalni tehnički savjetnik za sektor aikida u F.I.J.L.K.A.M. (C.O.N.I) (Federazione Italiana judo lotta karate arti marziali).

## Vanjske povezice
- TAAI